# القنب الهندي في أنغولا
القنب الهندي في أنغولا غير قانوني، يشار إلى المخدرات محلياً باسم diamba أو liamba.

## التاريخ
كتب المستكشف البريطاني ديفيد ليفينغستون في عام 1858: أن البرتغاليين في أنغولا لديهم اعتقاد من هذا القبيل في آثاره الضارة ويعتبر استخدامها من قبل العبيد جريمة.

## اقتصادياً
القنب الهندي هو أكثر المخدرات غير المشروعة شيوعًا في أنغولا، ويزرع في كل المقاطعات تقريبًا في البلاد.